# Terry Cavanagh
Terry Cavanagh (Tydavnet, 1984) è un autore di videogiochi irlandese, attualmente residente a Londra.
Dopo aver studiato matematica al Trinity College a Dublino, Cavanagh ha lavorato brevemente come un analista di mercato prima di dedicarsi allo sviluppo di giochi a tempo pieno. I suoi titoli possiedono un'estetica minimalista e primitiva. Ha creato oltre due dozzine di giochi, tra i più conosciuti VVVVVV e Super Hexagon.
Cavanagh ha detto che preferisce la natura personale dello sviluppo dei giochi indie, in quanto, a suo avviso, lo sviluppo in scala ridotta permette di far risaltare maggiormente la personalità del creatore nel prodotto finale.

## Influenze
Cavanagh cita il JRPG del 1997 Final Fantasy VII come il suo gioco preferito, dandogli credito per essere stato la sua ispirazione per diventare uno sviluppatore di videogiochi. Nel 2009 Cavanagh ha nominato lo scrittore Adam Cadre come il suo sviluppatore favorito.

## Videogiochi sviluppati

### Giochi a pagamento
| Gioco          | Piattaforme                                                                                                 | Data di uscita |
| -------------- | --- | -------------- |
| VVVVVV         | Microsoft Windows, Mac OS X, Nintendo 3DS, GNU/Linux, iOS, Android, OUYA, PlayStation Vita, Nintendo Switch | 2010           |
| Super Hexagon  | iOS, Microsoft Windows, Mac OS X, Android, Blackberry 10, GNU/Linux                                         | 2012           |
| Dicey Dungeons | Microsoft Windows, Linux, macOS, Nintendo Switch, Xbox One, Xbox Series X/S, Android, iOS                   | 2019           |

### Giochi gratuiti
| Gioco            | Piattaforme                                        | Data di uscita |
| ---------------- | -------------------------------------------------- | -------------- |
| Don't Look Back  | Adobe Flash, Microsoft Windows, iOS, Android, OUYA | 2009           |
| American Dream   | Microsoft Windows, OUYA                            | 2011           |
| Hero's Adventure | Adobe Flash                                        | 2011           |
| At a Distance    | Microsoft Windows                                  | 2011           |
| ChatChat         | Microsoft Windows                                  | 2012           |
| Naya's Quest     | Adobe Flash                                        | 2013           |
| Experiment 12    | Microsoft Windows, Mac OS X                        | 2013           |
| Maverick Bird    | Adobe Flash                                        | 2014           |
| Tiny Heist       | Microsoft Windows, Mac OS                          | 2016           |
| Triangle Run     | Microsoft Windows, macOS, Linux                    | 2021           |
| Mr. Platformer   | Microsoft Windows, macOS, Linux                    | 2023           |

## Riconoscimenti
- Il suo videogioco VVVVVV ha vinto l'IndieCade Festival del 2010 nella categoria di "Fun/Compelling".[5]
- Nel 2013 Super Hexagon ottiene la nomination come "Miglior gioco britannico" alla 9ª edizione dei British Academy Video Game Awards.[6]
- Nel 2014, Cavanagh è stato nominato nella lista "30 Under 30" di Forbes nella categoria Giochi.[7]